# Lucas (Iowa)
Lucas es una ciudad ubicada en el condado de Lucas en el estado estadounidense de Iowa. En el Censo de 2010 tenía una población de 216 habitantes y una densidad poblacional de 85,62 personas por km².

## Geografía
Lucas se encuentra ubicada en las coordenadas 41°1′57″N 93°27′42″O / 41.03250, -93.46167. Según la Oficina del Censo de los Estados Unidos, Lucas tiene una superficie total de 2.52 km², de la cual 2.5 km² corresponden a tierra firme y (0.92%) 0.02 km² es agua.

## Demografía
Según el censo de 2010, había 216 personas residiendo en Lucas. La densidad de población era de 85,62 hab./km². De los 216 habitantes, Lucas estaba compuesto por el 95.37% blancos, el 0.46% eran afroamericanos, el 0% eran amerindios, el 0% eran asiáticos, el 0% eran isleños del Pacífico, el 0% eran de otras razas y el 4.17% pertenecían a dos o más razas. Del total de la población el 1.85% eran hispanos o latinos de cualquier raza.